# Cyrtodactylus ngopensis
Cyrtodactylus ngopensis — вид ящірок з родини геконових (Gekkonidae). Описаний у 2022 році.

## Поширення
Ендемік Індії. Відомий лише у типовому місцезнаходженні — місто Нгопа в окрузі Чампхай штату Мізорам на північному сході країни.